# Rauhia
Rauhia ist eine Pflanzengattung aus der Unterfamilie der Amaryllisgewächse (Amaryllidaceae). Der botanische Name der Gattung ehrt den deutschen Botaniker Werner Rauh.

## Beschreibung
Die Arten der Gattung Rauhia sind ausdauernde Zwiebelpflanzen, die mit einzelnen, unterirdischen Zwiebeln wachsen. Die aufsteigenden, zweizeiligen Laubblätter erscheinen vor den Blüten. Sie sind oval bis länglich, glauk sowie fleischig und besitzen einen falschen Blattstiel.
Der Blütenstand ist doldig und erscheint seitlich. Der aufrechte Blütenschaft ist massiv. Die fast aufrechten Brakteen sind lanzettlich. Die gebeugten oder horizontalen Blüten sind grünlich weiß. Ihre Blütenröhre ist trichterförmig. Die verkehrt lanzettlichen Perigonblätter sind ausgebreitet. Die Staubblätter sind in der Mündung der Perigonröhre angeheftet. Sie bilden keine Staminalbecher. Die Staubbeutel sind dorsifix. In jedem Fach des Fruchtknotens befinden sich zahlreiche Samenanlagen. Der Griffel ist leicht zur Seite geknickt und die Narbe kopfig.

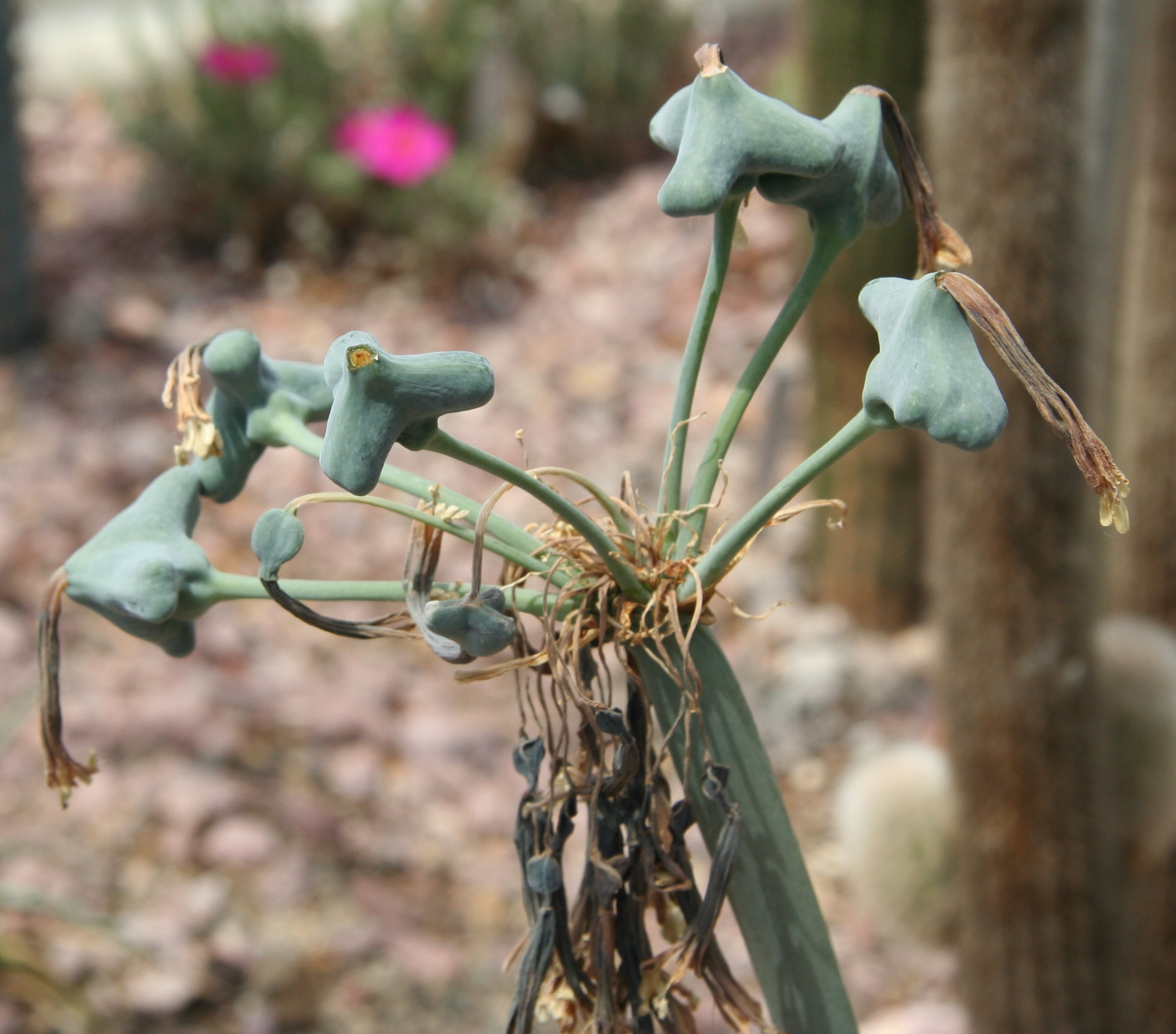
Früchte an Rauhia multiflora

Die Früchte sind kugelförmige lokulizide Kapselfrüchte. Sie enthalten braune oder schwarze Samen.
Die Chromosomenzahl ist {\displaystyle 2n=46}

## Systematik und Verbreitung
Die Gattung Rauhia ist in Peru auf felsigen Hängen in den Anden verbreitet.
Die Erstbeschreibung durch Hamilton Paul Traub wurde 1957 veröffentlicht. Die Gattung Rauhia umfasst folgende Arten:
- Rauhia albescens Meerow & Sagást.: Die 2019 erstbeschriebene Art kommt in Peru vor.[2]
- Rauhia decora Ravenna: Peru (Amazonas)[2]
- Rauhia multiflora (Kunth) Ravenna: Peru (Cajamarca)[2]
- Rauhia occidentalis Ravenna[3]: Peru[2]
- Rauhia staminosa Ravenna: Peru (Amazonas)[2]

## Nachweise